# Titanium (film)
Pour plus de détails, voir Fiche technique et Distribution.
Titanium (cyrillique : russe : Вычисли́тель, transcription phonétique Vychislitel) est un film de science-fiction russe sorti en 2014 adapté du roman éponyme de l'écrivain Alexandre Gromov (ru).

## Synopsis
Sur la planète XT-59, un groupe de dix prisonniers est condamné à l'exil. Devant eux, à perte de vue, des marais remplis de dangers. Leur seul salut : atteindre l’Île du bonheur, un havre de paix légendaire où ils pourront trouver refuge.

## Fiche technique
- Titre original : Вычисли́тель
- Titre français : Titanium
- Titre anglais : The Calculator
- Réalisation : Dmitri Gratchev
- Scénario : Alexandre Gromov, Dmitri Gratchev, Andreï Koutouza
- Production : Alexeï Kourenkov, Dmitri Mednikov, Fiodor Bondartchouk, Dmitri Roudofski
- Coproduction : Dmitri Gratchev, Dmitri Palkine
- Musique : Alexeï Aïgui
- Pays : Russie
- Genre : Science-fiction
- Langue : russe
- Durée : 84 minutes
- Budget : 2,2 millions de dollars (66 millions de roubles)
- Box-office : 48 millions de roubles
- Date de sortie :
  -  Russie : 2014 (cinéma)
  -  France : 15 juillet 2015 en DVD

## Distribution
- Evgueni Mironov (VF : Paul Tire) : Erwin Kann (The Calculator)
- Anna Tchipovskaïa (VF : Sophie Earth) : Anna Christie Schultz (Kristi)
- Vinnie Jones (VF : Jérôme Hunt) : Just Van Borg (le Loup Polaire)
- Nikita Panfilov (ru) (VF : Éric Omet) : Matthias Kassada
- Kirill Kozakov (VF : Richard Agopian) : le Capitaine
- Ivan Verkhovykh (ru) (VF : Guy Vercourt) : Job Reisman
- Vladas Bagdonas (lt) : Jan Obermayer
- Irene Muskara (VF : Anne Dupond) : Maria
- Linda Nigmatoulina (ru) : Leila
- Alexey Kolubkov : Valentin Holmer
- Pyotr Skovtsov (VF : Jérôme Pruski) : Heime
- Anna Popova : Anna
- Alexandra Frank : le Lieutenant
- Walter Geir Grímsson : un cannibale
- Davíð Freyr Þórunnarson  : un cannibale
- Úlfar Jakobsen : un gardien de prison
- Páll Ævarsson : un gardien de prison
- (VF : Mathias Pelot) : le Président (voix)

## Distinctions

### Nominations
- Russian National Movie Awards (en) : meilleur film d'action russe.